# 4th 愛的種種指數
「4th 愛的種種指數」（4th 愛のなんちゃら指数）是日本的女子偶像組合Berryz工房的第3枚原創專輯。於2007年8月1日發行。唱片公司為PICCOLO TOWN。

## 概要
- 與上一張迷你專輯「③夏夏迷你Berryz」相距約1年1個月。與上一張專輯「第②成長記」相距約1年8個月。
- 收錄第11張單曲「笑吧 BOYFRIEND」至第14張單曲「告白的噴水廣場」，一共4首A面曲。
- 本作分「初回限定盤」和「CD盤」2種版本
- 「初回限定盤」收錄了「笑吧 BOYFRIEND」、「忐忑難安的嫣紅」和「VERY BEAUTY」的Live片段。
- 在8月14日於公信榜專輯週排行榜取得第14位。

## 收錄內容

### CD（初回限定盤・CD盤）
1. 愛的喜歡喜歡指數 上昇中（愛のスキスキ指数 上昇中）
（作詞・作曲：淳君 編曲：大久保薫）
2. 忐忑難安的嫣紅（胸さわぎスカーレット）
（作詞・作曲：淳君 編曲：湯浅公一）
12th單曲
3. 放手去做 就是最佳時機! (思い立ったら 吉でっせ!)
（作詞・作曲：淳君 編曲：平田祥一郎）
徳永千奈美・須藤茉麻・熊井友理奈主唱
4. VERY BEAUTY
（作詞・作曲：淳君 編曲：鈴木俊介）
13th單曲
5. 笑吧 BOYFRIEND(笑っちゃおうよ BOYFRIEND)
（作詞・作曲：淳君 編曲：鈴木俊介）
11th單曲
6. 不需要我來做 就會全部為我做好的他（私がすることない程 全部してくれる彼）
（作詞・作曲：淳君 編曲：前嶋康明）
嗣永桃子・菅谷梨沙子主唱
7. 再見 激烈的愛情（サヨナラ 激しき恋）
（作詞・作曲：淳君 編曲：山崎淳）
8. 告白的噴水廣場（告白の噴水広場）
（作詞・作曲：淳君 編曲：平田祥一郎）
14th單曲
9. SPRINTER! （スプリンター!）
（作詞・作曲：淳君 編曲：鈴木俊介）
清水佐紀・夏燒雅主唱
10. 櫻花樂樂花櫻（サクラハラクサ）
（作詞・作曲：淳君 編曲：田中直）
11. 櫻→入學式（桜→入学式）
（作詞・作曲：淳君 編曲：鈴木俊介）

### DVD
1. 忐忑難安的嫣紅（Live Ver.）
2. VERY BEAUTY（Live Ver.）
3. 笑吧 BOYFRIEND（Live Ver.）